# Ляменьга (деревня)
Ляменьга — деревня в Бабушкинском районе Вологодской области.
Входит в состав Подболотное сельское поселение, с точки зрения административно-территориального деления — в Подболотный сельсовет.
Расстояние по автодороге до районного центра села имени Бабушкина — 105 км, до центра муниципального образования Кокшарки — 0,5 км. Ближайшие населённые пункты — Городищево, Заборье, Дудкино, Кокшарка, Скоково, Бучиха, Коршуниха, Суздалиха.
В 1999 году внесена в реестр населённых пунктов Вологодской области как село Ляменга. В 2001 году название изменено на деревня Ляменьга.
По переписи 2002 года население — 65 человек (27 мужчин, 38 женщин). Всё население — русские.